# Capitalismo corporativo
O capitalismo corporativo é um termo muito utilizado em ciências sociais e economia para descrever uma economia capitalista caracterizada pela presença de corporações burocráticas e hierárquicas, que possuem um alto poder cultural e social.
Uma grande parte da economia dos Estados Unidos e seu mercado de trabalho cai dentro do controle das corporações. No mundo desenvolvido, as corporações dominam o mercado, compreendendo 50% ou mais de todas as empresas. As empresas que não são corporações contêm a mesma estrutura burocrática das corporações, mas há normalmente um único proprietário ou grupo de proprietários que são susceptíveis a falência e processos criminais relacionados com o seu negócio. As corporações têm responsabilidade limitada e permanecem menos regulamentadas e responsáveis que as empresas individuais.
As corporações são geralmente chamadas de entidades públicas ou entidades de capital aberto quando partes do seu negócio podem ser compradas sob a forma de ações no mercado de ações. Isso é feito como uma forma de levantar capital para financiar os investimentos da corporação. Os acionistas indicam os executivos da corporação, que são os que administram a corporação através de uma cadeia hierárquica de poder, onde a maior parte das decisões dos investidores são tomadas na parte superior e tem efeitos sobre aqueles abaixo deles.
O capitalismo corporativo tem sido criticado pela quantidade de poder e influência que as corporações e os grandes grupos de interesse  empresariais têm sobre a política governamental, incluindo as políticas das agências reguladoras e influenciando as campanhas políticas. Muitos cientistas sociais têm criticado as corporações por não agir em prol dos interesses do povo, e sua existência parece contornar os princípios da democracia, que pressupõe relações de poder igualitárias entre os indivíduos de uma sociedade.